# みやぎ蔵王白石スキー場
みやぎ蔵王白石スキー場（みやぎざおうしろいしスキーじょう）は、宮城県白石市にあるスキー場。

## 概要
1969年に不忘山の中腹において、京成電鉄が中心となって、国設南蔵王白石スキー場として営業を開始した。また、1970年代からは、スキー場の拡張や別荘地の開発が始まり、宮城蔵王・白石スキー場に名前が変更された。
だが、別荘地の開発が他地域より遅れ、売上が伸びていなかったことなどを理由に、1985年には、京成グループの経営再建の一環として、運営事業者である白石京成開発が経営権を新潟県にあった浦佐国際スキー場の運営会社に売却した。しかし、平成11年、売却先の会社の親会社が経営悪化を理由に、当スキー場をNPO法人 不忘アザレアに無償譲渡した。これによって、全国で初めてNPO経営のスキー場となり、現在に至るまで当法人によって管理及び運営をされている。 スキー、スノーボードが利用可能。

## ゲレンデ
| コース名                   | レベル     | 概要                                     |
| -------------------------- | ---------- | ---------------------------------------- |
| Aコース （アザレアコース） | 中級       | 滑走距離1,350m。                         |
| Pコース （パノラマコース） | 中級       |                                          |
| Bコース （不忘の壁コース） | 上級・中級 | 滑走距離1,200m。最大斜度38度。           |
| Cコース （中央コース）     | 上級・中級 | 滑走距離700m。最大斜度35度。             |
| Dコース （熊落としコース） | 上級       | 滑走距離550m。最大斜度35度。             |
| Eコース （水引コース）     | 上級・中級 | 滑走距離1,000m。ブナ林に囲まれたコース。 |
| ファミリーコース           | 初級       | 滑走距離600m。平均斜度12度。             |

その他、ファミリー向けの広いバーンで構成されたエプロンやキッズパークがある。

## リフト
- クワッドリフト(680m)
- 第2リフト(610m)
- 第3リフト(530m)
- ファミリーリフト(540m)

## 施設
レストラン、ショップ、レンタルショップなどを構えるセンターハウスがある。

## アクセス
- 自動車
  - 東北自動車道白石インターチェンジより30分（約17km）。
- 電車
  - 東北新幹線白石蔵王駅より車で30分（約17km）。

## その他
駐車場あり。合計1200台収容。